# Unité de gros bétail
L’unité de gros bétail (UGB) (aussi appelée unité gros bovin) est l'unité de référence permettant de calculer les besoins nutritionnels ou alimentaires de chaque type d’animal d'élevage. Il existe 4 types d'UGB différents avec tables et coefficients associés selon l'utilisation souhaitée.
Une des utilisations possible est le calcul des surfaces nécessaires en fonction du nombre de têtes pour l'élevage de ces animaux.

## Les différents types d'UGB[1]
- UGBAG (UGB alimentation grossière) : est appliquée uniquement aux herbivores et permet de comparer leurs besoins en MP (matière première) fourragère. C'est donc cette table là qui est utilisée pour calculer un chargement (nombre d'animaux à l'hectare). Ce chargement varie en fonction du type d'animal (espèce, âge, race) et de la nature du terrain à pâturer/récolter (espèces végétales, période de l'année, contexte pédoclimatique, situation géographique). 1 UGBAG est définie comme une vache laitière de 600 kg, consommant 4 500 kg de MS (matière sèche) par an et présente toute l'année sur l’exploitation agricole.
- UGBTA (UGB alimentation totale) : compare les animaux en fonction de leur ration complète, c'est-à-dire en prenant en compte à la fois les fourrages et les "concentrés". Cette table permet de comparer l'ensemble des espèces animales (y.c. monogastriques). À partir de ces tables on peut effectuer des calculs plus complexes en convertissant les besoins des animaux en énergie ou protéines nécessaires pour couvrir leurs besoins. L'UGBTA est basé ici sur la vache laitière de 600 kg, consommant 3 000 UF (unités fourragères) par an et produisant 3 000 kg de lait.
- UGBPC (UGB PAC) : qui est utilisée au niveau communautaire pour calculer un chargement PAC (en 2000)
- UGBEUR (UGB Eurostat) : qui est utilisée dans le cadre de l'établissement d'une statistique commune à l'ensemble des pays membres de l'Union européenne.

## Quelques UGBAG (en 2010) en fonction de l'espèce
| Espèce  | Animal             | UGB,  |
| ------- | ------------------ | ----- |
| Bovins  | Vache laitière     | 1     |
| Bovins  | Vaches allaitantes | 0,850 |
| Ovins   | Brebis             | 0,15  |
| Caprins | Chèvres            | 0,17  |
| Equins  | Juments            | 0,8   |

## Prairies
Pour conserver une prairie en bon état il faut compter :
- 0,5 UGB/ha.an pour les terrains secs et peu humides ;
- 0,25 UGB/ha.an pour les terrains humides qui sont plus sensibles au piétinement[4].